# 추젠
추젠(중국어: 邱健, 병음: Qiū Jiàn, 한자음: 구건, 1975년 6월 25일~)은 중화인민공화국의 사격 선수이다. 2008년 하계 올림픽에서 중국 대표팀으로 참가하여 남자 50m 소총 3자세 경기에서 금메달을 획득했다.

## 기록

### 주요 입상 기록
- 2000/2003 중국 전국 체전 - 1위 3x40/공기소총 60
- 2001 월드컵 파이널 - 1위 공기소총 60
- 2002 아시안게임 - 1위 3x40
- 2006 중국 전국 체전 - 1위 3x40

### 개인 기록
- 1999 중국 팀 대회 - 1770, 공기소총 (NR);
- 2000 중국 팀 대회 - 1771, 공기소총 (NR);
- 2003 중국 팀 대회 - 3499, 3x40 (NR);